# Felice Coralli
Felice Coralli (Casteggio, 12 gennaio 1866 – Pianoro, 16 giugno 1944) è stato un generale e politico italiano.

## Biografia
Entrato in accademia all'obbligo di leva, viene assegnato al contingente di 1ª categoria della classe 1866 nel circondario di Voghera. Nel 1888, promosso sottotenente, viene trasferito allo Stato maggiore di artiglieria e di lì a poco al 9º reggimento bersaglieri, dove nel 1891 viene promosso tenente.
Con la promozione a capitano (1902) viene nominato vice-comandante dell'11º reggimento bersaglieri, col quale nel 1911 parte per il fronte in Tripolitania, dove si guadagna la prima medaglia d'argento e dal quale torna in Italia ferito alla coscia sinistra da un colpo d'arma da fuoco. Tornato in Africa, si guadagna la promozione sul campo a maggiore e la seconda medaglia d'argento.
Nel 1915, partito per la prima guerra mondiale col grado di tenente colonnello, viene ferito a Plezzo e decorato di medaglia di bronzo. Ripresosi dalle ferite, viene nuovamente ferito dalle schegge di una granata e si procura una frattura al braccio sinistro, incidenti che gli valgono la promozione sul campo a colonnello, cinque distintivi di onore e il ritiro dal fronte per inabilità. A disposizione del ministero della guerra, nel luglio 1917 è nominato comandante in capo del reggimento deposito bersaglieri di Torino fino al termine del conflitto. Per i meriti accumulati dal 1915 al 1918 riceve la croce al merito di guerra dal comando del 1º corpo d'armata e la promozione a maggiore.
Finita la guerra, torna in Tripolitania e da lì si reca in Libia, a disposizione del locale governo. Promosso generale di divisione, comanda fino al 1926 il 1º raggruppamento libico-eritreo e la 29ª brigata Cremona. Tornato in Italia, è assegnato al comando di corpo d'armata di Firenze, del quale assume il comando fino al 1934, quando si congeda col grado di generale di corpo d'armata.
Nominato senatore nel 1939, nel 1943 aderisce alla Repubblica Sociale Italiana e viene a mancare pochi giorni dopo la liberazione di Roma.